# 正月初七
正月初七，农历正月第七天。
根據漢代東方朔編輯的占書記載：上天創造萬物的順序是：1.鸡、2.狗、3.猪、4.羊、5.牛、6.馬、7.人、8.穀、9.天、10.石。正月初七是人的生日，人們互相尊敬。家長不可以在這一天訓斥孩子，過去連官府都不能在這一天處決犯人。

## 逝世
- 东汉献帝初平二年，孙坚去世。

## 参看
- 日历
- 正月初五 - 正月初六 - 正月初七 - 正月初八 - 正月初九
- 腊月初七 - 正月初七 - 二月初七
- 正月 - 二月 - 三月 - 四月 - 五月 - 六月 - 七月 - 八月 - 九月 - 十月 - 十一月 - 腊月
- 公历1月1日